# Митько Олександр Михайлович
Олександр Михайлович Митько (нар. 3 серпня 1974, Чернігів, УРСР) — український футболіст та тренер, виступав на позиції воротаря.

## Життєпис
Дорослу футбольну кар'єру розпочав у «Десні», у футболці якої дебютував 18 травня 1995 року в нічийному (1:1) виїзному поєдинку 34-го туру Другої ліги України проти шахтарської «Медіти». Олександр вийшов на поле на 46-й хвилині, замінивши Олександра Кормича. За п'ять з половиною сезонів у чемпіонатах України зіграв 28 матчів, ще 2 поєдинки провів у кубку України. У другій половині сезону 1998/99 років перебував у заявці «Вінниці», але не зіграв жодного офіційного матчу.
З 2001 по 2003 рік виступав в аматорському чемпіонаті України за «Європу» (Прилуки), «Ніжин» та «Факел» (Варва). У 2003 році виїхав до Білорусі, де захищав кольори представника Другої ліги «Комунальник» (Жлобин) (23 матчі в чемпіонаті та 1 поєдинок у кубку Білорусі). У 2014 році виступав у чемпіонаті Києва за «Зірку», а в 2016 році грав за «Олімп» (Чернігів) у чемпіонаті Чернігівської області.

## Досягнення
«Факел» (Варва)
- Чемпіонат Чернігівської області
  -  Чемпіон (1): 2002

«Десна» (Чернігів)
- Друга ліга України
  -  Чемпіон (1): 1996/97